# Acqua & Sapone

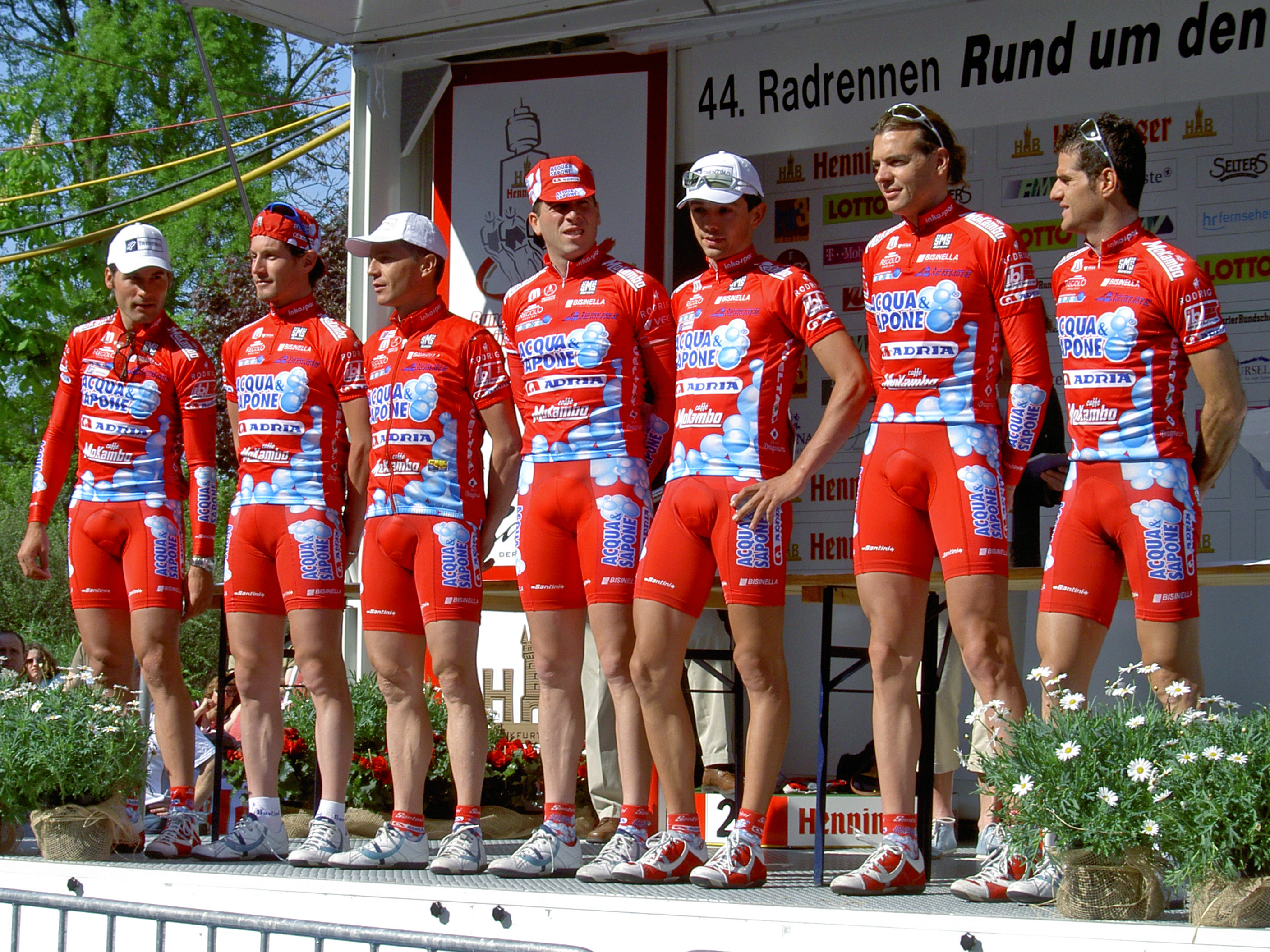
Delar av Acqua & Sapone under Rund um den Henninger-Turm 2006

Acqua & Sapone (ASA) är ett italienskt cykelstall. Stallet startade 2002, och är ett Professionell Continental-stall och deltar i UCI Europe Tourens tävlingar. De har också tävlat i vissa ProTour-tävlingar. Palmiro Masciarelli är manager till stallet och sport direktörer är Lorenzo Di Lorenzo, Bruno Cenghialta och Franco Gini. Stallet vann lagmästerskapet i UCI Europe Tour säsongerna 2005–2006.

## Historia
Det italienska stallet startade som cykelstall under namnet Acqua & Sapone-Cantina Tollo och tog över efter stallet Cantina Tollo, som funnits i den professionella klungan sedan 1996. Den italienska spurtaren Mario Cipollini vann bland annat Milano-San Remo och Gent-Wevelgem under det första året. Stallet upplöstes efter en säsong och de flesta cyklisterna och delar av ledningen valde att gå till det nyskapade Domina Vacanze-stallet.
Acqua & Sapone återvände till cykelklungan inför säsongen 2004, fortfarande med Palmiro Masciarelli som manager. Inga av cyklisterna från säsongen 2002 fanns med i den nya laguppställningen. Dansken Bo Hamburger, som tidigare vunnit La Flèche Wallonne 1998, amerikanske spurtaren Fred Rodriguez och tidigare Züri-Metzgete-vinnaren Andrea Ferrigato fanns med i laget. Rodriguez och tjecken Ondřej Sosenka blev nationsmästare i linjelopp under året. Rodrigez vann också en etapp på Giro d'Italia 2004
När UCI ProTour skapades inför säsongen 2005, blev Acqua & Sapone-Adria Mobil ett så kallat Pro Continental-stall. Ondrej Sosenka slog Chris Boardmans timrekord under året. Tjecken cyklade 49700 meter under en timmes tid på en velodrom i Moskva.
Säsongen 2006 vann Juan Mauricio Soler det franska etapploppet Circuit de Lorraine. Rinaldo Nocentini vann Giro dell'Appennino, Giro del Veneto och Coppa Placci. Andrea Tonti vann den andra etappen av Euskal Bizikleta, medan Andrus Aug tog segern i det estländska etapploppet Saaremaa Velotour.
Gabriele Balducci vann etapp 5 av Tour Méditerranéen. Aleksandr Arekejev vann en etapp på Tirreno-Adriatico några dagar innan Michele Scarponi vann etapp 2 och sedan slutställningen på Settimana Ciclistica Internazionale Coppi-Bartali. På den tredje etappen av Giro del Trentino vann italienaren Stefano Garzelli. Stallet Acqua & Sapone blev inbjudna till Giro d'Italia 2007, där de hade stora framgångar när Garzelli vann två etapper. Samtidigt som en del av laget befann sig i Italien var den andra hälften i Japan, där de deltog i Tour of Japan. Palmiro Masciarellis son Francesco hade stora framgångar och vann två etapper innan han kunde ta slutsegern i loppet. I juni fortsatte Garzellis form att vara god och han vann den andra etappen av Tour de Slovénie. Vitryssarna Andrej Kunitski och Branislaŭ Samojlaŭ tog segrarna i nationsmästerskapens tempo- respektive linjelopp. Giuseppe Palumbo vann en etapp på Tour de la Région Wallonne innan Aurélien Passeron vann etapp 3 av Volta a Burgos och GP Industria Artigianato e Commercio Carnaghese. I september vann Fabio Terrenzio slutligen Trofeo Salvatore Morucci.
Det italienska stallet blev inte inbjudna till Giro d'Italia, Tirreno-Adriatico och Milano-Sanremo under säsongen 2008. Med Gabriele Balducci vann de etapper under Giro della Provincia Di Reggio Calabria och Settimana Ciclista Lombarda under 2008. Under den sistnämnda tävlingen vann också italienaren Francesco Failli en etapp. Under säsongen vann också stallets cyklist Luca Paolini den italienska tävlingen Trofeo Laigueglia. Stefano Garzelli, som vann Giro d'Italia 2000, vann etapper under Giro del Trentino och Vuelta Ciclista Asturias. Diego Milán Jimenez, som blivit professionell samma år, 2008, vann etapper på GP Rota dos Móveis och Vuelta Ciclista a la Rioja. Även vitryssen Branislau Samojlau tog en seger när han vann etapp 5 av Settimana Ciclista Lombarda.
Under säsongen 2009 vann Luca Paolini etapp 6 av den italienska tävlingen Settimana Ciclistica Lombarda. Han vann också Coppa Bernocchi. Stefano Garzelli vann bergstävlingen på Giro d'Italia 2009.
Inför 2010 fick det italienska laget en ny co-sponsor i företaget D'Angelo & Antenucci. Acqua & Sapone valde att gå samman med det tidigare cykellaget CDC Cavaliere. Francesco Masciarelli började säsongen bra med en etappseger i Tour Méditerranéen. Senare det året vann Stefano Garzelli det italienska etapploppet Tirreno-Adriatico och han tog också hem en etappseger i Giro d'Italia 2010. Den tunisiska cyklisten Rafaâ Chtioui fick också glädjen att stå på prispallen vid flera tillfällen när han vann de tunisiska nationsmästerskapen, men också de arabiska mästerskapen. 
När säsongen 2011 skulle starta hade sponsorn Acqua e Sapone blivit den främsta sponsorn igen. Claudio Corioni vann en etapp på Settimana Ciclistica Internazionale Coppi-Bartali. Stefano Garzelli vann sedan bergstävlingen i Giro d'Italia 2011. Italienaren Fabio Taborre vann både GP Città di Camaiore och Marco Pantani Memorial. I slutet av säsongen vann Carlos Alberto Betancourt Gómez endagsloppet Giro dell'Emilia.
Danilo Napolitano vann etapp 4 på Circuit de Lorraine 2012 och Carlos Alberto Betancourt tog en etappseger i Belgien runt.

## Acqua & Sapone 2012

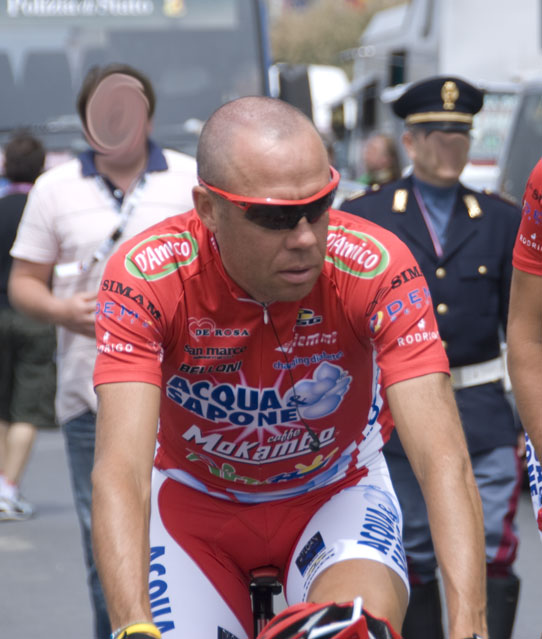
Massimo Codol

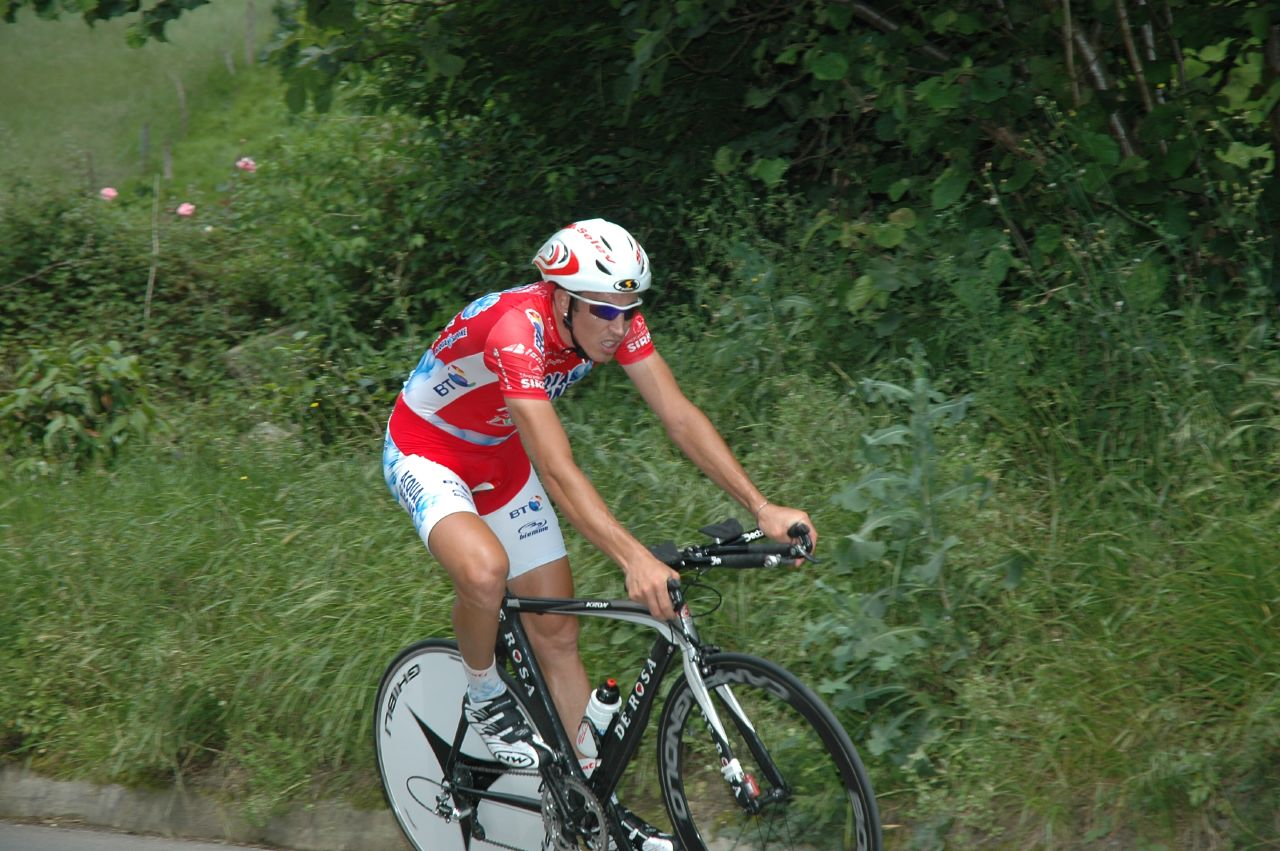
Alessandro Donati

| Namn                      | Födelsedag | Nationalitet | Stall 2011         |
| Carlos Alberto Betancourt | 13.10.1989 | Colombia     |                    |
| Paolo Ciavatta            | 06.11.1984 | Italien      |                    |
| Massimo Codol             | 27.02.1973 | Italien      |                    |
| Claudio Corioni           | 26.12.1982 | Italien      |                    |
| Danilo Di Luca            | 02-01-1976 | Italien      | Team Katusha       |
| Francesco Di Paolo        | 18.04.1982 | Italien      |                    |
| Alessandro Donati         | 08.05.1979 | Italien      |                    |
| Stefano Garzelli          | 16.07.1973 | Italien      |                    |
| Francesco Ginanni         | 06.10.1985 | Italien      | Androni Giocattoli |
| Ruggero Marzoli           | 02.04.1976 | Italien      |                    |
| Andrea Masciarelli        | 02.09.1982 | Italien      |                    |
| Simone Masciarelli        | 02.01.1980 | Italien      |                    |
| Vladimir Miholjević       | 18.01.1974 | Kroatien     |                    |
| Danilo Napolitano         | 31.01.1981 | Italien      |                    |
| Alessandro Proni          | 28.12.1982 | Italien      |                    |
| Francesco Reda            | 19.11.1982 | Italien      | Quick Step         |
| Fabio Taborre             | 05.06.1985 | Italien      |                    |